# 恩田町 (横浜市)
恩田町（おんだちょう）は、神奈川県横浜市青葉区の地名。「丁目」の設定のない単独町名である。住居表示未実施区域。

## 地理
青葉区の西部に位置する。東急電鉄長津田車両工場の区域が準工業地域に指定されているのを除き全域が市街化調整区域であり、宅地造成工事規制区域となっている。

### 字
上和田、内田前、堀ノ内、熊ノ谷、西ケ谷、井戸久保、鍛冶谷、内田、池谷戸、白山谷、長芝原、苗万坂、餓鬼塚、日影山、山ケ谷、東村、赤坂、曲坂
、川戸、下耕地、大橋場、長津田耕地、北門セキ、麻生山、早川通、沓形通、善念寺前、町田川通、十王堂前、矢際通、万福寺前、九郎治谷、番匠谷、庚申谷

## 歴史
恩田の地名は古く、かつては鎌倉幕府の御家人の恩田氏が城主であった恩田城が存在していた。

### 沿革
- 1868年（慶応4年）6月17日 - 廃藩置県により神奈川府を設置。神奈川府都筑郡恩田村となる。
- 1868年（明治元年）9月1日 - 神奈川府が神奈川県となり、神奈川県都筑郡恩田村となる。
- 1889年（明治22年） - 都筑郡長津田村、奈良村と合併し、都筑郡田奈村大字恩田となる。
- 1939年（昭和14年）4月1日 - 横浜市に編入し、新市域の一部より港北区となる。また、大字が町となり、横浜市港北区恩田町となる[5]。
- 1964年（昭和39年）3月31日 - 土地区画整理事業（恩田第一）[6]に伴い、一部を新設されたつつじが丘に編入する[7]。
- 1966年（昭和41年）11月6日 - 土地区画整理事業（下谷本西八朔）[6]に伴い、一部を新設された藤が丘二丁目に編入する[8]。
- 1967年（昭和42年）5月5日 - 土地区画整理事業（恩田第二）[6]に伴い、一部を上谷本町、つつじが丘、新設された青葉台一丁目、青葉台二丁目、榎が丘、桜台、松風台に編入する[8]。
- 1967年（昭和42年）11月16日 - 土地区画整理事業（恩田第三）[6]に伴い、一部をつつじが丘、榎が丘、新設されたしらとり台に編入する[8]。
- 1968年（昭和43年）2月1日 - 都県境の変更に伴い町田市の一部を編入する[8]。
- 1969年（昭和44年）10月1日 - 港北区から緑区が分区。横浜市緑区恩田町となる[9]。
- 1970年（昭和45年）2月26日 - 土地区画整理事業（西八朔第二）[6]に伴い、一部を新設されたさつきが丘に編入する[10]
- 1971年（昭和46年）1月26日 - 土地区画整理事業（成合）[6]に伴い、一部を新設されたたちばな台二丁目、若草台に編入する[11]。
- 1971年（昭和46年）3月26日 - 土地区画整理事業（恩田第四）[6]に伴い、一部を榎が丘、松風台と新設された田奈町に編入する[11]。
- 1976年（昭和51年）7月16日 - 土地区画整理事業（奈良恩田）[6]に伴い、一部を新設されたすみよし台に編入し、鴨志田町の一部を恩田町に編入する[12]。
- 1980年（昭和55年）12月10日 - 土地改良事業に伴い、一部をいぶき野、さつきが丘、しらとり台、田奈町、十日市場町に編入し、長津田町との境界を変更する[13]。
- 1982年（昭和57年）1月10日 - 土地区画整理事業（恩田第五）[6]に伴い、一部を若草台、松風台と新設された桂台一丁目、桂台二丁目に編入する[14]。
- 1982年（昭和57年）7月19日 - 住居表示（緑区長津田地区）の実施[15]に伴い、一部を新設された長津田二丁目、長津田三丁目に編入する[14]。
- 1984年（昭和59年）2月11日 - 住居表示の実施[16]に伴い、一部を長津田三丁目に編入する[17]。
- 1990年（平成2年）2月18日 - 土地区画整理事業（上恩田）[6]に伴い、一部を若草台、松風台と新設されたあかね台一丁目、あかね台二丁目に編入する[18]。
- 1994年（平成6年）11月6日 - 港北区と緑区を再編し、青葉区と都筑区を新設。横浜市青葉区恩田町となる[19]。
- 1996年（平成8年）9月30日 - 土地区画整理事業（奈良）[6]に伴い、一部を新設された奈良二丁目、奈良三丁目に編入する[20]。

### 地名の由来
恩田（おんだ）は日陰になる田を意味するという。

## 世帯数と人口
2025年（令和7年）6月30日現在（横浜市発表）の世帯数と人口は以下の通りである。
| 町丁   | 世帯数    | 人口    |
| ------ | --------- | ------- |
| 恩田町 | 1,528世帯 | 3,095人 |

### 人口の変遷
国勢調査による人口の推移。
| 年                 | 人口  |
| ------------------ | ----- |
| 1995年（平成7年）  | 3,021 |
| 2000年（平成12年） | 3,088 |
| 2005年（平成17年） | 3,029 |
| 2010年（平成22年） | 3,151 |
| 2015年（平成27年） | 3,244 |
| 2020年（令和2年）  | 3,107 |

### 世帯数の変遷
国勢調査による世帯数の推移。
| 年                 | 世帯数 |
| ------------------ | ------ |
| 1995年（平成7年）  | 1,040  |
| 2000年（平成12年） | 1,137  |
| 2005年（平成17年） | 1,139  |
| 2010年（平成22年） | 1,213  |
| 2015年（平成27年） | 1,242  |
| 2020年（令和2年）  | 1,293  |

## 学区
市立小・中学校に通う場合、学区は以下の通りとなる（2024年11月時点）。
| 番地                       | 小学校             | 中学校                 |
| -------------------------- | ------------------ | ---------------------- |
| 2500〜2884番地             | 横浜市立恩田小学校 | 横浜市立奈良中学校     |
| 1〜2499番地 2885〜3357番地 | 横浜市立田奈小学校 | 横浜市立あかね台中学校 |

## 事業所
2021年（令和3年）現在の経済センサス調査による事業所数と従業員数は以下の通りである。
| 町丁   | 事業所数 | 従業員数 |
| ------ | -------- | -------- |
| 恩田町 | 89事業所 | 944人    |

### 事業者数の変遷
経済センサスによる事業所数の推移。
| 年                 | 事業者数 |
| ------------------ | -------- |
| 2016年（平成28年） | 88       |
| 2021年（令和3年）  | 89       |

### 従業員数の変遷
経済センサスによる従業員数の推移。
| 年                 | 従業員数 |
| ------------------ | -------- |
| 2016年（平成28年） | 956      |
| 2021年（令和3年）  | 944      |

## 施設
- 東急電鉄長津田車両工場
- 東急テクノシステム長津田工場
- 徳恩寺
- 福昌寺
- 子ノ辺神社
- 神明社
- 恩田の谷戸
  - 水田、小川（奈良川など）、雑木林などがあり、市民有志による手入れ・保全活動が継続されている。

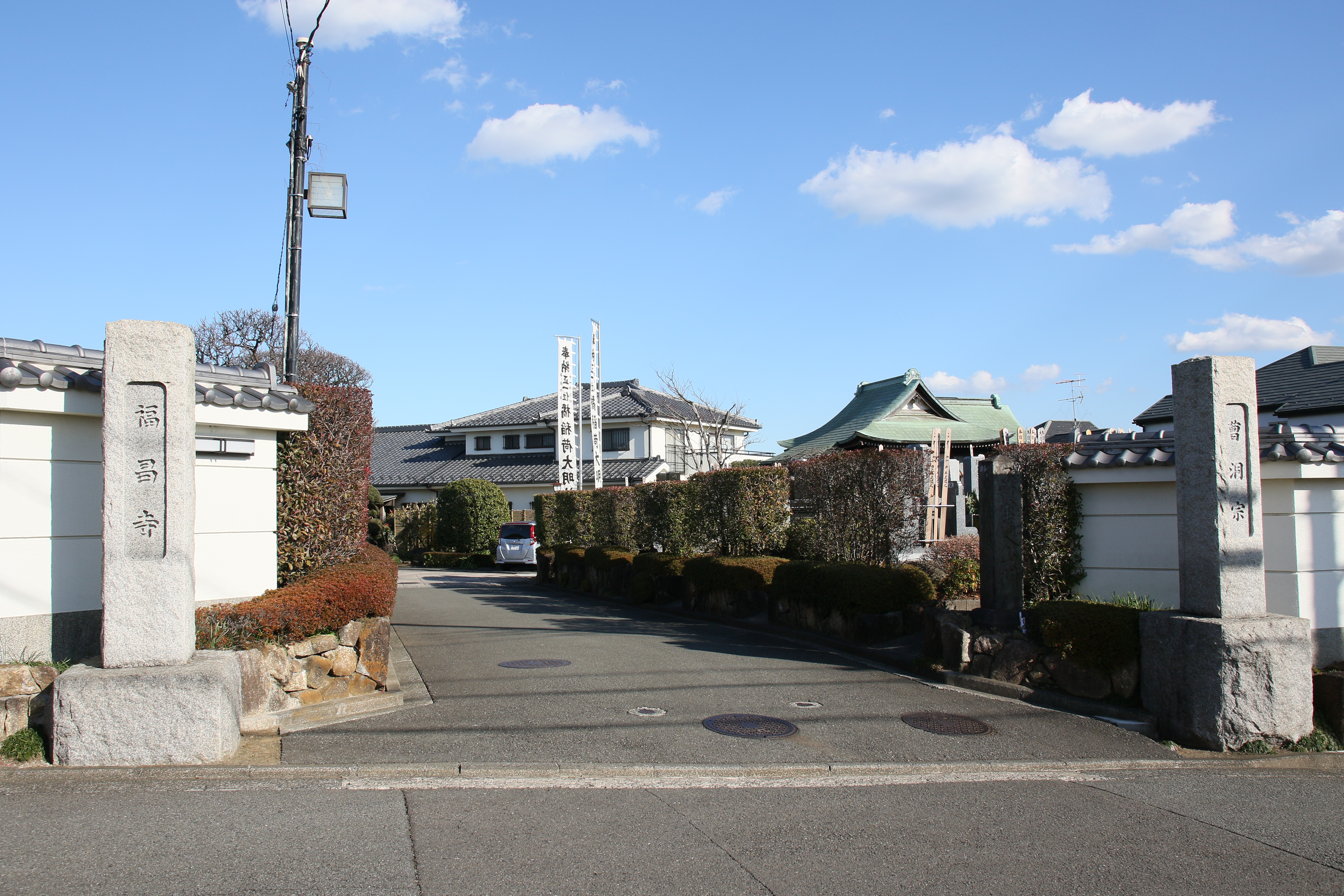
福昌寺

## 交通
町内に東急こどもの国線の恩田駅がある。（駅の所在地はあかね台）
- バス
  - 横浜市営バス
    - 177系統（十日市場駅～田奈駅～奈良北団地折返場）

  - 東急バス
    - 青55系統（青葉台駅～あかね台～恩田駅）

  - 神奈川中央交通
    - 津02系統（長津田駅北口～奈良三丁目～成瀬台）
    - 津04系統（長津田駅北口～奈良三丁目）
    - 津03系統（長津田駅北口～堀の内～青葉台駅）
    - 町73系統（青葉台駅→堀の内→町田バスセンター）
    - 町77系統（町田バスセンター～堀の内～長津田駅北口）

以前は小田急バス柿20系統 町田ターミナル行～柿生駅南口行と、東急バス青56系統緑山循環も運行されていた（路線廃止）。

## その他

### 日本郵便
- 郵便番号 : 227-0065[3]（集配局：青葉郵便局[31]）

### 警察
町内の警察の管轄区域は以下の通りである。
| 番・番地等 | 警察署     | 交番・駐在所 |
| ---------- | ---------- | ------------ |
| 全域       | 青葉警察署 | 田奈駅前交番 |